# Rüdiger von Reichert
Bernhard Rüdiger Ritter von Reichert (* 18. August 1917 in München; † 25. Juni 2007 in Gauting) war ein Generalleutnant des Heeres der Bundeswehr und Stellvertreter des Generalinspekteurs der Bundeswehr.

## Leben
Aus einer angestammten bayerischen Beamten- und Offiziersfamilie väterlicherseits kommend, wuchs er in Gauting als Sohn des Oberstleutnants Julius von Reichert auf. Sein Bruder war der spätere deutsche Diplomat Hans-Joachim von Reichert. In München besuchte er ein humanistisches Gymnasium. Soldat wurde er 1936 mit dem Dienstgrad eines Fahnenjunkers, wobei er als Angehöriger des Artillerie-Regiments 7 in München diente. Nach der Kriegsschule in Potsdam gehörte er einer Artillerieeinheit in Landshut an.
Danach wurde er mit dem Artillerie-Regiment 268 der 268. Infanterie-Division an den Westwall verlegt und kämpfte 1940 mit seiner Einheit in Frankreich. Im Jahre 1941 kam der in Russland an der Ostfront im Mittelabschnitt zum Einsatz, zuerst als Adjutant, dann als Abteilungs- und Batterieführer. Es folgte eine kriegsnahe Ausbildung zum Generalstab und eine Schulung an der Kriegsakademie in Hirschberg in Schlesien. 1944 wurde er zum Major befördert. Er war dann u. a. Zweiter Generalstabsoffizier (Ib) der 331. Infanterie-Division und Quartiermeister im Generalstab des XXXVI. Gebirgs-Korps. Während des Krieges erhielt er das Eiserne Kreuz I. Klasse.
Nach der Kriegsgefangenschaft in Norwegen kehrte er nach Gauting zurück und gründete ein Atelier für professionelle Photographie für Zwecke der Industrie und der Architektur. Im Jahre 1956 trat er in die Bundeswehr ein, der Tradition seines Vaters und der Familie folgend, wobei er Aufgaben beim Wehrbereichskommando VI in München für drei Jahre wahrnahm. Danach wurde er nach Fort Leavenworth in die USA zu einer Akademie für die Ausbildung zum Generalstab versetzt.
Nach Deutschland 1960 zurückgekehrt, diente er in Bonn im Verteidigungsministerium für weitere vier Jahre und beschäftigte sich mit Fragen der Organisation des Heeres. Im Jahre 1964 übernahm er ein Truppenkommando bei der Panzergrenadierbrigade 10 als stellvertretender Kommandeur in Weiden in der Oberpfalz. Von 1967 bis 1969 führte er als Kommandeur die Panzergrenadierbrigade 11, die der 4. Panzergrenadierdivision unterstellt war.
Im Juni 1969 wurde er zum II. Korps versetzt, wo er Aufgaben als Chef des Stabes übernahm. Von 1970 bis Mitte 1974 hatte er das Kommando über die 4. Jäger-Division in Regensburg, hier schon im Range eines Generalmajors. Ab Juli 1974 diente er als stellvertretender Inspekteur des Heeres. Seine Offizierslaufbahn beendete er im Heer als Generalleutnant und Stellvertreter des Generalinspekteurs der Bundeswehr. Er wurde 1973 mit dem Großen Verdienstkreuz der Bundesrepublik Deutschland ausgezeichnet.
Nach seinem Abschied von der Bundeswehr am 1. April 1978 widmete er sich wieder seinen  photographischen Arbeiten und begann mit Heimatstudien. Zu diesem Thema veröffentlichte er zwei Bücher. Er trat stets für die Pressefreiheit ein.
Von 1982 bis 1987 war er Leiter des Regionalkreises Bayern der Clausewitz-Gesellschaft.
Die Schriftstellerin Maria von Taube hat in ihren Kindheitserinnerungen die unbeschwerten Jahre von Gauting und ihre Freundschaft mit Rüdiger von Reichert in dem Buch Zwischen Kolonie und Dorf aufgeschrieben. Er starb am 25. Juni 2007 an einem Schlaganfall.

## Auszeichnungen
- Eisernes Kreuz I. Klasse
- Großes Verdienstkreuz mit Stern des Verdienstordens der Bundesrepublik Deutschland

## Schriften
- Die Bundeswehr in der sich wandelnden Gesellschaft, in: Wehrkunde 1971, S. 353
- Das Artillerie-Regiment 7 der Reichswehr und Wehrmacht, Gauting 1990
- Schloss Fußberg an der Würm – Acht Jahrhunderte eines Herrensitzes, München 2001 ISBN 3-87410-091-X
- Als die Amis kamen – Kriegsende im Würmtal 1945, München 2004 ISBN 3-87410-101-0